# Kleopatra (Gattin des Perdikkas II.)
Kleopatra (altgriechisch Κλεοπάτρα Kleopátra) war eine Ende des 5. Jahrhunderts v. Chr. lebende makedonische Königin. Zuerst war sie die Gattin des Perdikkas II., dann des Archelaos I.

## Leben
Nachdem Kleopatra ihre erste Ehe mit dem makedonischen König Perdikkas II. eingegangen war, gebar sie diesem einen Sohn, der bei Perdikkas’ Tod  (413 v. Chr.) noch ein Kind war. Nun reichte sie Archelaos I., einem illegitimen Sohn ihres verstorbenen Gemahls, ihre Hand. Archelaos wurde der Nachfolger seines Vaters auf dem makedonischen Thron und sollte für Kleopatras jungen Sohn von Perdikkas die Regentschaft ausüben, ließ diesen jedoch bald ermorden.
Von Archelaos hatte Kleopatra wohl zwei Töchter, von denen die ältere einem Elimiotenfürsten unbekannten Namens zur Gemahlin gegeben wurde, während die jüngere Amyntas, einen Sohn des Archelaos von einer früheren Gattin, ehelichte. Ferner gebar Kleopatra dem Archelaos einen Sohn namens Orestes, der nach dem Tod seines Vaters 399 v. Chr. minderjährig an die Regierung kam.
Über Kleopatras späteres Schicksal liegt keine Überlieferung vor.